# Гијом Аполинер
Вилхелм Аполинарис де Костровицки, познатији под псеудонимом Гијом Аполинер (фр. Guillaume Apollinaire; Рим, 26. август 1880 — Париз, 9. новембар 1918), био је француско-италијански писац и драматург, пољског порекла.
Аполинер се сматра једним од најистакнутијих песника раног 20. века, као и једним од најстраственијих бранилаца кубизма и праоцем надреализма. Приписује му се да је 1911. сковао термин „кубизам“ да би описао уметнички покрет у настајању, термин орфизам 1912. и термин „надреализам“ 1917. да би описао радове Ерика Сатија. Писао је песме без интерпункције покушавајући да буде одлучно модеран по форми и по теми. Аполинер је написао једно од најранијих надреалистичких књижевних дела, драму The Breasts of Tiresias (1917), која је постала основа за оперу Франсиса Пуланка из 1947. Les mamelles de Tirésias.

## Биографија
Аполинер је рођен у Риму. О оцу се зна само да је био италијанско-швајцарски дипломата. Више се не зна јер га је он напустио одмах након рођења. Мајка му је била пољска грофица и авантуристкиња Агнес де Костровицки. Као дете, често га је водила у Белгију, Италију и Монако. Ова културна разноликост утицала је на песника чији је рад утицао на ток 20. века и почетак скоро сваког тренда.
Ишао је у најбоље школе на Азурној обали и на другим местима. Након завршетка школовања упутио се у Париз, где је постао угледни члан заједнице боема на Монпарнасу. Постао је врло популаран и међу његовим пријатељима и сарадницима у овом периоду као што су: Пабло Пикасо, Мари Лоренсен, Гертруда Стајн, Марк Шагал, Марсел Дишан, Ерик Сати, Жан Кокто, Андре Бретон, Андре Лот, и други. Мари Лоренсен му је била и љубавница, а често ју је називао и својом музом.
Крајем 1909. или почетком 1910. Метзингер је насликао кубистички портрет Аполинера. У свом Vie anecdotique, 16. октобра 1911, песник је поносно написао: „Част ми је да будем први модел кубистичког сликара, Жана Метзингера, за портрет изложен у Салону независности (Salon des Indépendants)“. По Аполинеру, то није био само први кубистички портрет, већ и први велики портрет песника јавно изложен.
Дана 7. септембра 1911. године полиција га је ухапсила због сумње да је учествовао у крађи Мона Лизе, али је пуштен недељу дана касније.
Борио се и у Првом светском рату, а 1916. године задобио је тешку повреду главе, након које се никад у потпуности није опоравио. За време опоравка написао је своју драму „Сиса Тиресијина“. Током овог периода сковао је и реч надреализам у програму напомена за мјузикл „Парада“ Жана Коктоа и Ерика Сатија. Написао је:
Аутори мјузикла су постигли јединство слике и плеса, између пластичних уметности и мимике, постављајући основу за нову уметност која тек треба да стигне. Ово ново јединство у мјузиклу Парада је нека врста надреализма, које сматрам почетном тачком за настајање нових уметничких манифестација. У ваздуху се осјећа нова духовна инспирација која ће без сумње привући најбистрије главе уметности нашега доба. Можемо очекивати корените промене у уметности вођене духом универзалности. Једноставно, природно је да уметност напредује истим кораком као и наука и индустрија.
Он је такође објавио и уметнички манифест, L'Esprit nouveau et les poètes. Аполинеров статус књижевног критичара је најпознатији и најутицајнији у свом признању Маркиза де Сада, чији радови су дуго били нејасни, али у то време постају популарни под утицајем дадаистичких и надреалистичких дешавања у Монпарнасу почетком 20. века, као „најслободнијег духа који је икад постојао“.
Писао је песме и прозу. Најпознатији је као песник (збирке „Алкохол“ и постхумно објављени „Калиграми“ где текст прави слику оног што је тема песме), а такође и као аутор еротских романа „Једанаест хиљада буздована“ (Les onzes milles verges), у којем се неколико пута појављују Срби (оба пола) као споредни карактери са којима јунак има секс, и „Искуства младог Дон Жуана“.
Првом до смрти није хтео да призна ауторство.
Волео је да се елегантно облачи.
Умро је два дана пре краја Првог светског рата, са 38 година, у свом париском стану, од напада шпанске грознице.
Наследници су му Дејвид Херберт Лоренс и Хенри Милер.

## Дела
Године 1900, написао је свој први роман Mirely, ou le petit trou pas cher (порнографски), који је на крају изгубљен. Аполинерова прва збирка поезије била је L'enchanteur pourrissant (1909), али је Alcools (1913) успоставио његову репутацију. Песме, делимично под утицајем симболиста, супротстављају старо и ново, комбинујући традиционалне песничке форме са модерним сликама. Године 1913, Аполинер је објавио есеј Les Peintres Cubistes, Méditations Esthétiques о кубистичким сликарима, покрету који је помогао да се дефинише. Такође је сковао термин орфизам да би описао склоност ка апсолутној апстракцији у сликама Роберта Делона и других.
Године 1907, Аполинер је објавио познати еротски роман Једанаест хиљада буздована (Les Onze Mille Verges). Званично забрањен у Француској до 1970. године, разна штампана издања су кружила много година. Аполинер никада није јавно признао ауторство романа. Још један еротски роман који му се приписује био је Подвизи младог Дон Хуана (Les exploits d'un jeune Don Juan), у којем 15-годишњи јунак има троје деце са разним члановима своје пратње, укључујући и своју тетку. Аполинеров поклон Пикасу оригиналног рукописа из 1907. био је један од уметникових најцењенијих поседа. По књизи је снимљен филм 1987.
- Калиграм Гијома Аполинера[12]
- Муза која надахњује песника, портрет Аполинера и Мари Лоренсен, рад сликара Анри Руса, 1909.
- Аполинеров гроб на гробљу Пер Лашез
- Аполинерова песма на зиду у Лајдену

### Поезија
- Le Bestiaire ou Cortège d'Orphée, 1911
- Алкохоли, 1913
- Vitam impendere amori, 1917
- Калиграми, poèmes de la paix et de la guerre 1913–1916, 1918 (објављено непосредно након његове смрти)
- Il y a..., Albert Messein, 1925
- Julie ou la rose, 1927
- Ombre de mon amour, 1947
- Poèmes secrets à Madeleine, пиратско издањеn, 1949
- Le Guetteur mélancolique, раније објављени радови, 1952
- Poèmes à Lou, 1955
- Soldes, раније необјављени радови, 1985
- Et moi aussi je suis peintre, албум дртежа за Калиграме, из приватне колекције, објављено 2006

### Фикција
- Mirely ou le Petit Trou pas cher (Mirely, or The Cheap Little Hole) (роман), 1900 (необјављено)
- "Que faire?" (What to Do?) (роман), 1900 (необјављен)
- Les Onze Mille Verges ou les amours d'un hospodar (The 11 Thousand Rods [Penises], or The Loves of a Hospodar) (роман), 1907
- L'enchanteur pourrissant (The Enchanter Rotting) (роман), 1909
- Les exploits d'un jeune Don Juan (The Adventures of Young Don Juan) (роман), 1911
- La Rome des Borgia (The Rome of the Borgias) (роман), 1914
- La Fin de Babylone (The Fall of Babylon) (роман) – L'Histoire romanesque 1/3, 1914
- Les Trois Don Juan (The Three Don Juans) (роман) – L'Histoire romanesque 2/3, 1915
- Le poète assassiné (The Murdered Poet) (приповетке), 1916
- La femme assise (The Sitting Woman) (роман), 1920

### Збирке кратких прича
- L'Hérèsiarque et Cie (1910). The Heresiarch and Co., trans. Rémy Inglis Hall (1965)[13]
- Le Poète assassiné (1916). The Poet Assassinated, trans. Matthew Josephson (1923, title story);[14] trans. Ron Padgett (1968, unabridged)[15]
- Les Épingles (1928). The Pins'

### Драме
- Фарса Тиресијине дојке / Сиса Тиресијина, 1917
- La Bréhatine, screenplay (колаборација са Андре Билом), 1917
- Couleurs du temps, 1918
- Casanova, published 1952

### Чланци
- Le Théâtre Italien, илустрвана енциклопедија, 1910
- Preface, Catalogue of 8th Salon annuel du Cercle d'art Les Indépendants, Musée moderne de Bruxelles, 1911.
- La Vie anecdotique, Chroniques dans Le Mercure de France, 1911–1918
- Pages d'histoire, chronique des grands siècles de France, хроника, 1912
- Les Peintres Cubistes, Méditations Esthétiques, 1913
- La Peinture moderne, 1913
- L'Antitradition futuriste, manifeste synthèse, 1913
- Jean Metzinger à la Galerie Weill, Chroniques d'art de Guillaume Apollinaire, L'Intransigeant, Paris Journal, 27 May 1914
- Case d'Armons, 1915
- L'esprit nouveau et les poètes, 1918
- Le Flâneur des Deux Rives, chronicles, 1918